# Sethu Lakshmi Bayi
Sethu Lakshmi Bayi, död 1985, var regerande drottning av Travancore mellan 1924 och 1931.